# Navajoïta
La navajoïta és un mineral de la classe dels òxids. Rep el nom en honor de la Nació Navajo, a la reserva dels quals es va descobrir el material tipus.

## Característiques
La navajoïta és un òxid de fórmula química Fe3+V95+O24·12H₂O. Es tracta d'una espècie aprovada per l'Associació Mineralògica Internacional, i publicada per primera vegada el 1954. Cristal·litza en el sistema monoclínic. La seva duresa a l'escala de Mohs és 1,5.
Segons la classificació de Nickel-Strunz, la navajoïta pertany a «04.HG: V[5+, 6+] vanadats. Òxids de V sense classificar» juntament amb els següents minerals: fervanita, huemulita, vanalita, vanoxita, simplotita, delrioïta, metadelrioïta, barnesita, hendersonita, grantsita, lenoblita i satpaevita.

## Formació i jaciments
Va ser descoberta a la mina Monument No. 2, a la reserva índia dels Navajo, al comtat d'Apache (Arizona, Estats Units). També ha estat descrita en altres indrets dels estats d'Arkansas, Colorado i Utah, i al dipòsit de vanadi de Jianggu, a Guizhou (República Popular de la Xina).